# Sam Kazemian
Sam Kazemian, född 12 februari 1993 i Teheran, Iran är en iransk-amerikansk programmerare.
Han var 2015 medgrundare till det amerikanska företaget Everipedia, Inc., som driver ett webbaserat Wikipedia-liknande uppslagsverk på engelska.